# Maurice Renoma
Pour les articles homonymes, voir Cressy et Renoma.
 (mai 2014).
Maurice Cressy, dit Maurice Renoma, né le 23 octobre 1940, est un styliste, photographe et scénographe français.

## Biographie

### Les débuts
Fils du tailleur et confectionneur Simon Cressy, Maurice Renoma grandit avec son frère Michel dans l’appartement familial qui fait aussi office d’atelier de confection, à deux pas du Carreau du Temple, dans le 3e arrondissement de Paris. Il commence à l’âge de 15 ans par se confectionner un blouson de suédine rouge. Puis il réalise un duffle-coat, jusque-là typiquement anglais, en loden, technique inédite à l’époque.
Dans la boutique de son père 22 rue Notre-Dame-de-Nazareth à Paris, il habille les bandes du Drugstore, de la Muette, de République et Saint-Lazare… Le lieu de 18m² devient rapidement trop petit : les essayages se font dans les Bentley et les Rolls des clients.

### Un style avant-gardiste

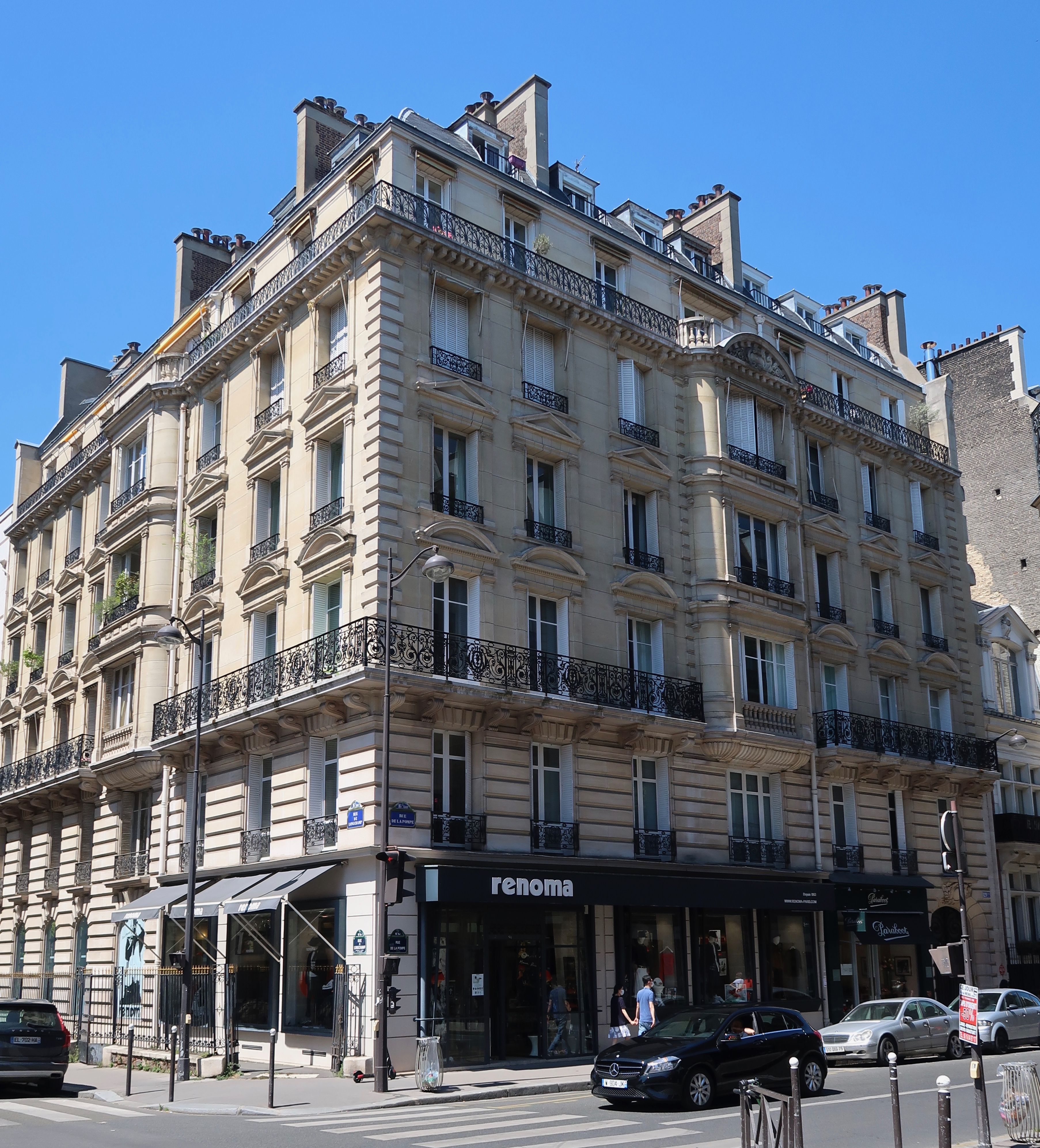
Renoma, 129 rue de la Pompe (Paris).

En 1963, Maurice Renoma ouvre la boutique White House Renoma 129 bis rue de la Pompe, dans le 16e arrondissement de Paris. Dans le contexte des Sixties, où la mode est renouvelée par rapport aux codes stricts qui prévalaient jusque là, la boutique obtient un succès rapide, habillant autant les jeunes gens des quartiers bourgeois que des personnalités, comme Nino Ferrer, Bob Dylan, John Lennon ou encore Serge Gainsbourg.
Considérant la mode comme une forme d'art, Maurice Renoma en exprime sa vision originale et audacieuse[non neutre]. Matières inédites, couleurs franches et coupes sculpturales, tous les ingrédients sont réunis pour que la maison de couture familiale se démarque des autres.[non neutre]
Le style Renoma devient célèbre : veste cintrée à larges revers, aux fentes profondes, aux épaules droites associée à un pantalon coupe droite, taille basse. Maurice Renoma bouscule les standards de la mode[réf. nécessaire] avec ses blazers en drap militaire, ses costumes cintrés en velours vert, grenat, violine … Il détourne le vêtement en le taillant dans du tissu d’ameublement.
Pour la jeunesse parisienne et pour les personnalités artistiques et politiques, la boutique Renoma devient le lieu incontournable d’une mode inédite, sans convention, sans concession.[réf. nécessaire] On y croise Dali, Picasso, Bob Dylan, Eric Clapton, John Lennon, Andy Warhol, Claude François, Jacques Dutronc, Serge Gainsbourg, Karl Lagerfeld, Yves Saint Laurent, Françoise Hardy, Brigitte Bardot, Jean Seberg[réf. nécessaire] ...Il ne cesse de se signaler comme un styliste toujours soucieux de réagir contre un certain classicisme de la mode. Un parti pris très apprécié, semble-t-il, dans le milieu du show business.[non neutre]
Maurice Renoma est également l'initiateur du concept de « modographie » qui entend combiner la mode et les photographies dites « instinctives »[pas clair].

### Photographie: Maurice Renoma «modographe»
Au début des années 1990, Maurice Renoma commence à s’intéresser à la photographie et à l’utilisation de la pellicule noir et blanc 400 ASA (il baptise même l’une de ses lignes de vêtements « 400 A »). Il invente le néologisme « modographe », qui selon lui correspond mieux aux liens essentiels qui unissent la mode et la photographie.
Depuis 1993, Maurice Renoma expose ses photographies en France et à l’étranger.
Il crée, en 2001, son premier restaurant dédié à l’image, le Renoma Café Gallery, qu’il habille entre autres avec la ligne de mobilier qu’il a conçue à la même période. En octobre 2012, il inaugure un deuxième Renoma Café Gallery à Kuala Lumpur (Malaisie).

## Famille
Sa fille est la styliste Stéphanie Renoma.

## Expositions majeures et distinctions
(mai 2014).
1993
Festival du Film de Paris 	
Le Key’s (Paris)
L’Arc l’Espace Kronenbourg (Paris)
1994
Les Bains (Paris)
Festival du Film de Paris
1995
Les Bains Douches (Paris)	
Picto Bastille (Paris)
Galerie Pons (Paris)
Festival du Film de Paris	
Cristal Palace (Paris)
1996
Le Barfly (Paris)
L’art au Marché (Paris)
Festival du Film de Paris 
Théâtre du Rond-Point (Paris)
Galerie Loggia Rucellai, exposition Acte Pulsionnel (Florence) 
Palais de la Tiennale (Milan)
1997
Festival du Film de Paris 
Semaine française (Hawaï)
Boutique Renoma (Guam)
Restaurant Max (Paris)
Spiral Hall, Tokyo: collection privée de Maurice Renoma des années 1960 et 1970 
Juin : Maurice Renoma est nommé au grade de chevalier dans l’Ordre des Arts et des Lettres
1998
Festival du Film de Paris 
Les Bains (Paris)
Le Queen (Paris)
1999
Festival du Film de Paris
Man Ray (Paris)
Centre culturel de Boulogne : Renoma : 40 ans de création
Espace Belleville (Paris)
Galerie Flak (Paris)
2001
Ouverture du Renoma Café Gallery au 32 avenue George-V, Paris 8e
Le Balzac (Paris)
2002
Mars-mai : exposition au Renoma Café Gallery : Russie : nouveaux regards. Photographies 1990-2001. (photos du Groupe AES, de Sergey Bratkov, Olga Chernisheva, Serguey Chilikov, Gleb Kosorourov, Vladimitr Kuprianov, Igor Moukhine, Vicenti Nilin, Groupe Fenso)
2003
Janvier : exposition Neofusion au Renoma Café Gallery
Lancement de la 1re compilation Lounge-Vidéo : Neofusion, Maurice Renoma
2004
Mai-octobre : exposition au Renoma Café Gallery : JAPON ... Lolitas, salary men, cosplays ... de Maurice Renoma
2005
Mars : Mythologies à la boutique Renoma
Mai : VIA Design. Mobilier signé Maurice Renoma. (Paris)
Octobre : exposition des photos et du mobilier Mythologies à la MANIF (Séoul/Corée)
2006
Février-avril : exposition REve NOMAde au Mercedes Benz Center (Rueil-Malmaison) (32 artistes détournent le mythique blazer Renoma : Arnal, Chambas, Cueco, Erro, Formica, Giorda, Goldstain, Grau-Garriga, Hastaire, Karavan, Khimoune, Klasen, Kuroda, Lopes Curval, Milshtein, Painter, Rancillac, Rovelas, Sandorfi, Sato, Segui, Shahabuddin, Sung-Hy, Soulié, Stampfli, Van Hoeydonck, Velickovic, Villeglé, A-Sun Wu, Xenakis.)
Avril-mai : Transgressions : galerie Meyer Le Bihan (Paris)
Avril : VIA Design. Mobilier signé Maurice Renoma. (Paris)
Mai : Biennale des éditeurs de la décoration (Carrousel du Louvre)
2007
Avril : Bergdorf Goodman (New York)
Mai : exposition Jungle à la boutique Renoma
Mai : Festival de Cannes
2008
Mars : exposition à l’hôtel Stark de Beverly Hills
Juin-septembre : exposition Mythologies au Sbaiz Spazio Arte (Italie)
Novembre : Amnesty au Palais de Tokyo (Paris)
2009
Juin-septembre : Le trou par Maurice Renoma au Renoma Café Gallery
Septembre – Décembre : Serge Gainsbourg par Tony Frank à la boutique Renoma
2010
Mars-avril : Mythologies à la galerie Sparts (Paris)
Avril-juillet : The Story Of : 10 photographes racontent les Rolling Stones. 1964/2006 à la boutique Renoma. (photos de Michael Cooper, Tony Frank, Claude Gassian, Gaëlle Ghesquière, Michael Joseph, Jean-Pierre Leloir, Gered Mankowitz, Maurice Renoma, Dominique Tarlé et Pierre Terrasson)
Mai-juillet : Shanghai: hier et aujourd’hui. 1994/2010 par Maurice Renoma au Renoma Café Gallery
Septembre-décembre : Jimi Hendrix à la boutique Renoma (photos de Jean-Noël Coghe, Alain Dister, Claude Gassian, Bob Lampard, Sylvie Lèbre, Jean-Pierre Leloir, Gered Mankowitz, Dominique Petrolacci, Jean-Louis Rancurel, Christian Rose, Dominique Tarlé, Baron Wolman)
2011
Février - Mai : James Dean : On the road...une vie programmée à la boutique Renoma
Mars – Juin : The Beat Generation : de Kerouac... à... James Dean au Renoma Café Gallery (photos de Kate Simon et Maurice Renoma)
Juin - Octobre : Exposition collective, le Bestiaire, Galerie Voz Images, Boulogne.
Septembre:  Renoma s’expose chez Bloomingdale’s San Francisco
Octobre : Renoma s’expose chez Bloomingdale’s New York City Center
Octobre - Janvier 2012: Renoma présente Punk Attitude à la boutique Renoma et au Renoma Café (19 photographes racontent en images l’histoire du Punk de 1970 à nos jours)
2012
Mai - Juillet: Renoma et Komplex Store présentent Marilyn Monroe “seule”
Décembre : exposition rétrospective des photos de Maurice Renoma pendant Art Basel, à la galerie Markowicz Fine Art (Miami)
2013
Janvier - Avril: exposition "Mythologies II" à la boutique Renoma, Paris.
Avril - Août: exposition "Marilyn au cloître", Compiègne.
Octobre 2013 - Juillet 2014 : Renoma fête ses 50 ans de création. Présentation des photographies et archives des années 1960, des vêtements et des accessoires inédits de la collection vintage privée de Maurice Renoma.
Novembre - Décembre: la galerie Bertrand Delacroix expose Modographe (New York)
2014
Septembre - Octobre: exposition "Maurice Renoma Un + Un =3" à la Maison de la photographie de Lille
Octobre: exposition "Maurice Renoma" à Idol, Tokyo, Japon.
2015
Décembre 2014  - Février 2015: exposition "Maurice Renoma" à Art Basel Miami, galerie Markowitz Fine Art.
Janvier - Avril: "Maurice Renoma" à la galerie Alberto Linero, Miami.
Février: participation de Maurice Renoma à la FIne Art Auctions Miami.
Mars: participation de Maurice Renoma au Salon du Vintage "70's chic", Carreau du Temple, Paris.
Mai - Octobre : exposition Chelsea Hotel à la boutique Renoma, Paris.